# Желиговский, Люциан
Лю́циан Мечислав Рафал Желиго́вский (пол. Lucjan Mieczysław Rafał Żeligowski; бел. Люцыян Мечыслаў Рафал Жалiгоўскi), в русской традиции Люциан (Люциан-Мечислав-Рафаил) Густавович Желиговский (17 октября 1865, дер. Сикуне Ошмянского повета, Виленская губерния, Российская империя — 9 июля 1947, Лондон) — польский генерал (генерал брони) и политический деятель, друг Юзефа Пилсудского, глава Срединной Литвы.

## Биография
Родился в 1865 году в деревне Сикуне Виленской губернии (в 1935 году деревня была переименована в Желигово в честь генерала Желиговского, ныне Сморгонский район, Гродненская область, Республика Беларусь), в шляхетской семье участника восстания 1863 года Густава Желиговского. Мать — урождённая Владислава Трацевская (пол. Władysława Tracewska), умерла 25 июня 1883 года в Жупранах Ошмянского повета.
Образование получил в Виленской гимназии (окончил 7 классов).

### Российская армия
20 марта 1885 года в 19 лет поступил в Рижское пехотное юнкерское училище, готовившее офицеров пехоты для частей Российской императорской армии.
По окончании был направлен в 136-й пехотный Таганрогский полк, который располагался в Ростове-на-Дону. Участвовал в Русско-японской войне 1904—1905.
Во время Первой мировой войны командовал 284-м пехотным Вентровским полком (после сентября 1915, когда получил звание полковника).
После Февральской революции стал одним из организаторов польских национальных частей в России. Командовал бригадой в 1-м Польском корпусе.
Октябрьская революция застала Желиговского на территории Белоруссии, откуда через Киев он пробрался на Дон и Кавказ. В 1918 году он приступил к формированию польских частей на Кубани. В апреле 1919 года через Одессу и Бессарабию вернулся в Польшу во главе 4-й польской стрелковой дивизии.

### Срединная Литва
В польской армии стал сначала командующим Литовско-белорусского фронта, затем — оперативной группировки и командиром 10-й пехотной дивизии (1919) во время советско-польской войны. С октября 1920 командир 1-й Литовско-белорусской дивизии. С негласной санкции Ю. Пилсудского по приказу Л. Желиговского формально вышедшие из повиновения польскому командованию войска 1-й Литовско-белорусской дивизии заняли Вильну (9 октября 1920) и часть Юго-восточной Литвы. На занятых территориях было образовано гибридное про-польское образование, формально независимое от Польши — Срединная Литва.

### Польская Республика
После включения Срединной Литвы в состав Польши (1922) инспектор армии в Варшаве (1921—1925), затем военный министр (1925—1926). Обеспечил осуществление майского переворота 1926 в Польше, установившего авторитарный режим Пилсудского. В 1927 вышел в отставку. В 1930 году издал книгу «Wojna w roku 1920. Wspomnienia i rozważania» («Война в 1920 году. Воспоминания и размышления»). В 1935 году был избран в Сейм и оставался членом польского парламента до 1939 года.

### Поздние годы
После начала германской агрессии в сентябре 1939 года попытался вступить добровольцем на военную службу, но принят не был из-за преклонного возраста. Тем не менее, оставаясь гражданским лицом, принимал участие в командовании Южным фронтом. Выехал во Францию, в 1940 году — в Великобританию. Был членом польского правительства в изгнании (пол. Rada Narodowa Rzeczpospolitej).
19 мая 1944 генерал Желиговский публично выступил против политики, проводимой лондонским правительством Польши и объявил, что единственное спасение Польши — это союз славянских народов где Литве отводил роль её ядра.
Но не только Литва (ВКЛ) была сердцем славянства. Была им морально. Она одна из славянских народов могла легко поговорить со всеми. Как с Польшей, так и с Россией, так и с Украиной. Психическое устройство литовских народностей как бы было создано чтобы примирить всех. В нём никогда не было враждебности, ни национальной, ни религиозной, ни культурной.
Мемуары Люциана Желиговского
После окончания Второй мировой войны заявил о намерении вернуться в Польшу, но при подготовке к отъезду умер в Лондоне. По завещанию прах был привезён в Варшаву и похоронен на кладбище Воинское Повонзки. Транспортировку организовал бригадный генерал Станислав Татар.

## Семья
- Имел сестёр Эрнестину и Магдалену.
- Жена — Татьяна Евгеньевна Петрова; дети — близнецы Янина и Тадеуш.

## Награды и звания
- Орден Святого Георгия 4-й степени (Выс. пр. от 30.12.1915)
- Орден Святого Владимира 4-й степени с мечами
- Орден Святой Анны 2-й и 3-й степени
- Орден Святого Станислава 2-й степени (1916)[3]
- Командорский крест ордена «За воинскую доблесть» (Virtuti Militari)
- Серебряный крест ордена «За воинскую доблесть»
- Большой крест ордена Возрождения Польши
- Крест Независимости
- полный кавалер (4 степени) Креста Храбрых (пол. Krzyż Walecznych)
- Крест Заслуги войск Срединной Литвы (пол. Krzyż Zasługi Wojsk Litwy Środkowej)
- Медаль «Участнику войны. 1918—1921»
- Медаль «10-летие обретения независимости»
- Командор ордена Почётного легиона (Франция)
- Почётный гражданин Варшавы (октябрь 1920)
- Доктор honoris causa юридических наук Университета Стефана Батория в Вильне (1923)